# Église Saint-Étienne de Sirod
Pour les articles homonymes, voir Église Saint-Étienne et Saint-Étienne.
L'église Saint-Étienne est une église catholique située à Sirod dans le Jura en France. Elle est inscrite au titre des monuments historiques depuis 1946.